# 스티치! 새로운 모험
《스티치! 새로운 모험》은 일본에서 2008년 10월 8일부터 2009년 3월 25일까지 TV 도쿄에서 방영된 애니메이션이다. 월트 디즈니의 릴로 & 스티치의 스핀오프 시리즈로 디즈니 텔레비전 애니메이션와의 협력을 통해 일본 매드하우스와 월트 디즈니 재팬에서 제작하였다.

## 등장인물

### 스티치
우주 천재 과학자 점바 박사가 만든 우주실험체 626, 이름하여 스티치! 우주 최고의 말썽꾸러기 스티치는 절대 예측할 수 없는 사고뭉치이지만 마음은 따뜻한 친구이다. 불시착한 아시아의 한 섬에서 유나를 만나 유나와 할머니의 새로운 가족이 된다. 어떤 소원도 이루어 준다는 “영혼의 돌”을 얻기 위해 43가지 선행을 하는 것이 스티치의 최고의 임무인데, 아직 착한 일을 어떻게 하는지도 알지 못하고 여기저기서 소동만 일으키는 장난꾸러기!

### 유나
스티치가 떨어진 아시아의 아름다운 섬에 살고 있는 생기발랄한 초등학교 4학년생. 해양학자인 아빠는 섬에 살고 있지 않고 할머니와 단 둘이 살고 있고 특기가 공수인 씩씩한 소녀. 할아버지로부터 공수 도장을 이어받아 사범으로 문하생들을 지도하고

### 점바 박사
자칭 우주 천재과학자로 스티치를 만들어낸 인물. 우주 폭풍에 휘말린 스티치를 찾아 플리클리와 함께 이 섬으로 들어왔다. 스티치를 데리고 고향위성으로 돌아갈 예정이었지만 ‘영혼의 돌’이 갖고 있는 미지의 힘에 매료되어 섬에 남아 조사하기로 한다. 이번에는 스티치를 돕기위해 선행카운터를 발명한다는데, 역시 점바박사!

### 플리클리
은하 연방의 첩보원이자 자칭 지구연구의 제1인자. 혹성 생물탐사중 한 위성에 조난당한 것을 우연히 점바 박사가 구출해 주었고, 그 후 스티치 찾기에 합류하여 도착한 이 섬의 이상한 매력에 이끌려 박학다식한 유나의 할머니를 스승으로 모시는 재미있는 친구.

### 나무 요괴
이 섬의 상록수 아래에 살고 있는 남자의 모습을 한 요괴. 섬에서는 가장 뛰어난 요괴로 알려져 있지만 실제로는 소심한 겁쟁이. 본인이 엄청난 파워를 가지고 있다는 걸 아직 깨닫지 못하고 있다. 평소에는 숲 밖으로 잘 나오지 않지만 유나나 점바 집에는 자주 놀러 가는 신기한 친구.

### 할머니
유나의 할머니이며 섬의 전통 풍속이나 자연현상에 대한 상식이 뛰어나다. 이 섬 뿐만 아니라 온 세상에 있는 온갖 요괴나 영혼에 대해서 잘 알고 있으며 그들로부터 많은 사랑을 받고 있다. 이 때문에 섬에서 걸어 다니는 지식인이라고도 불리고 있다.

### 햄스터 빌
원조 은하 연방회의의장. “영혼의 돌”의 힘을 알고 난 후, ‘우주 제일의 힘을 갖겠다’는 명확한 목적으로 스티치를 집요하게 공격하는데… 악동.스티치와 그의 동료들의 반격을 받고 좀처럼 생각대로 뜻을 이루지 못한다.

### 엔젤
스티치의 눈을 하트로 만드는 스티치의 여자친구. 우주실험체 624라고도 불린다. 휴양을 위해 아시아주변의 섬들을 돌아다니며 현재 하고 싶은 대로 멋진 생활을 만끽하고 있다. 눈부시게 화려하며 파티를 너무나 사랑하는 친구.

### 사라
유나 반에 들어온 전학생. 예의가 바르고 곤경에 처하더라도 침착하게 대처하는 어른스러운 소녀. 하지만 유나와 함께라면 여느 초딩친구들처럼 수다삼매경에 빠지는 이쁜 친구.

### 부그
우주에서 온 정체불명의 생명체. 제멋대로고 자기중심적이지만 섬의 모든 사람들로부터 사랑을 받는 애완견과도 같은 존재. 상냥하게 대해주는 사람을 잘 따르며 애교를 부린다. 하지만 이상하게도 스티치는 싫어해서, 아무도 몰래 장난을 걸거나 괴롭히는 결코 방심할 수 없는 수수께끼의 캐릭터.

## 목소리 출연
- 스티치 : 김환진
- 유나 : 김미랑
- 플리클리 : 강수진
- 점바 박사 : 이종구
- 간투 : 한상덕
- 햄스터빌 : 김영민
- 루벤 : 윤세웅
- 유나 할머니 : 임수아
- 엔젤 : 은미
- 피코 : 박지윤
- 제시카 : 은정

## 스태프
- 감독 : 하타 마사미
- 부감독 : 나시다 마사요시
- 시리즈 구성 : 유코 카키하라,쇼지 요네무라
- 프롬 디자인 : 요시카와 신이치
- 색채 디자인 : 사노 히토미
- 편집 : 남종현
- 음악 : 스즈키 요시히
- 음향 감독 : 시미즈 히로시
- 애니메이션 프로듀서 :
- 애니메이션 제작 : 매드 하우스 (시즌 1) → 신에이 동화 (시즌 2~3)
- 제작 : 월트 디즈니 텔레비전 인터내셔널 재팬
- 기획 : TV도쿄 (시즌 1) → TV아사히 (시즌 2~3)

### 우리말 연출
- 보컬녹음 : 애드원
- 믹싱녹음 : 애드원
- 음악연출 : 박원빈
- 한국어 제작 : Disney Character Voices International,Inc.
- 기획 : 텔레비전미디어코리아 (시즌 1) → 디즈니채널코리아(유) (시즌 2~3)

## 게임

### 닌텐도
- 스티치! DS: 리듬으로 낙서 대작전
- 스티치! DS: 오하나와 리듬으로 대모험